# München Klinik
Die München Klinik gGmbH mit Sitz in der Thalkirchner Straße 48 in München wurde zum 1. Januar 2005 aufgrund des Münchener Stadtratsbeschlusses vom 17. März 2004 über die Zusammenfassung der städtischen Krankenhäuser und verschiedener Einrichtungen zu einem Unternehmen ursprünglich als Städtisches Klinikum München GmbH gegründet. Alleiniger Gesellschafter der gemeinnützigen GmbH ist die Stadt München. Die München Klinik umfasst folgende Standorte:
- München Klinik Bogenhausen
- München Klinik Harlaching
- München Klinik Neuperlach
- München Klinik Schwabing
- München Klinik Thalkirchner Straße
- München Klinik Akademie
- MediCenter (ambulante Praxen)
- Medizet (Medizinisches Dienstleistungszentrum)

Ehemalige Bereiche
- Blutspendedienst München (der frühere „Amtliche Blutspendedienst der Landeshauptstadt München“) wurde am 31. März 2016 geschlossen
- Textilservice (die frühere Zentralwäscherei) wurde am 30. Juni 2013 geschlossen

Die Gesellschaft steht unter der Leitung einer dreiköpfigen Geschäftsführung. Insgesamt verfügt das Unternehmen heute über 3500 Betten, 260 tagesklinische Plätze und 8500 Mitarbeiter, behandelt rund ein Drittel aller Patienten im Großraum München und ist damit der größte Anbieter von Gesundheitsdienstleistungen im süddeutschen Raum. Ferner wird an der Akademie des Unternehmens in der Kraepelinstraße die Ausbildung in den verschiedenen Pflegeberufen durchgeführt.
Vorsitzender des Aufsichtsrates ist  der Münchener Oberbürgermeister Dieter Reiter.
Ende 2013 schränkte der damalige Oberbürgermeister Christian Ude den Einfluss der Geschäftsführer durch Einführung eines Lenkungskreises ein, der über die Sanierung des finanziell angeschlagenen Klinikums mitentscheidet.
Seit 16. Oktober 2018 tritt der Klinikverbund unter München Klinik auf.
Im Herbst 2019 entschied der Stadtrat, dass die städtischen Kliniken gemeinnützig werden sollen und sich die Gesellschaftsform zu einer gemeinnützigen GmbH (gGmbH) ändern soll. Von Städtisches Klinikum München GmbH wurde auf München Klinik gGmbH zum 1. Januar 2020 umfirmiert.